# Antirhea affinis
Antirhea affinis là một loài thực vật có hoa trong họ Thiến thảo. Loài này được (Zoll.) Chaw mô tả khoa học đầu tiên năm 1992.